# Kartoffelchips

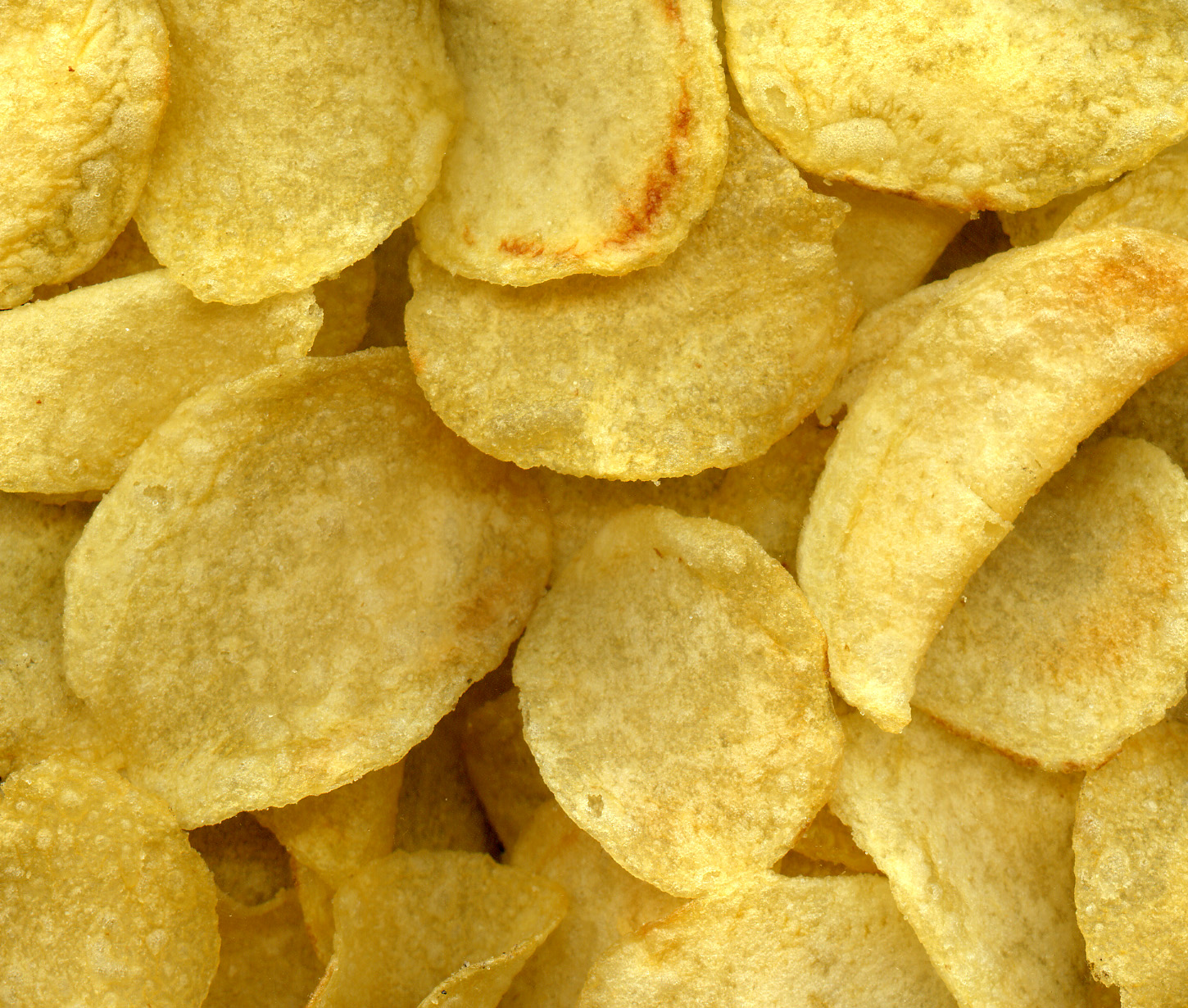
Kartoffelchips

Kartoffelchips, kurz oft Chips, in der Schweiz auch Pommes-Chips, in (Ost-)Österreich früher, heute nur noch gelegentlich Rohscheiben genannt, sind scheibenförmige Snacks. Sie bestehen aus dünnen frittierten oder gebackenen Kartoffelscheiben. Kartoffelchips werden weltweit von unterschiedlichen Herstellern in verschiedenen Geschmacksvarianten angeboten.
Zur Zubereitung werden rohe Kartoffeln in Scheiben geschnitten, in Salzwasser gewässert, getrocknet und in Pflanzenöl schwimmend ausgebacken. Nach dem Abtropfen werden sie gesalzen und je nach Geschmack noch mit anderen Gewürzen vermischt. Durch den fast vollständigen Wasserentzug sind sie, luftdicht verpackt, längere Zeit haltbar.

## Geschichte

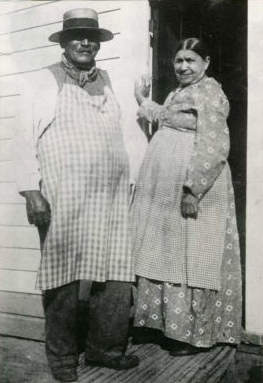
George Crum und seine Schwester

In der BBC-Sendung Inside the Factory berichtete eine Historikerin, dass es 1817 in England ein Rezept in einem Kochbuch gab, das die Chips-Herstellung beschreibt.
Einer verbreiteten Küchenlegende nach wurden Kartoffelchips am 24. August 1853 von George Crum, einem Koch des Hotels Moon Lake Lodge im US-amerikanischen Saratoga Springs, erfunden, weil sich ein Gast – es soll der Großindustrielle Cornelius Vanderbilt gewesen sein – wiederholt über zu dicke Bratkartoffeln beschwert hatte. Als sie schließlich so dünn waren, dass sie sich nicht mehr mit der Gabel essen ließen, war der Gast zu Crums Überraschung begeistert und seine Kreation wurde schließlich als Saratoga Chips in die Speisekarte aufgenommen. Sie wurden bald in ganz Neuengland bekannt. 
Eine andere Version, die vom örtlichen Museum als die wahrscheinlichere bezeichnet wird, besagt, dass Crums Schwester eine zu dünn geschnittene Kartoffelscheibe versehentlich in heißes Fett fallen ließ und Crum vom Ergebnis so begeistert war, dass er die Kartoffelchips im Restaurant anbot.
1929 bot der Österreicher Karl Kolarik im Wiener Schweizerhaus sogenannte Rohscheiben an, die ab da in der Stadt reißenden Absatz erfuhren.
Eine industrielle Herstellung von Kartoffelchips entwickelte sich in den 1930er Jahren, beispielsweise bei Lay’s. Die Kartoffelchips blieben zunächst ungewürzt, was ihre Beliebtheit noch begrenzte.
In den 1940er Jahren entwickelte der Inhaber eines kleinen Familienbetriebs in Dublin, Tayto, eine Technik zur Zugabe von Gewürzen und Geschmacksstoffen. Nach einigen Experimenten produzierte Tayto die ersten gewürzten Kartoffelchips, Cheese and Onion (Käse und Zwiebel) und Salt ’n’ Vinegar (Salz und Essig). Bei der zweiten Sorte wurde das Salz in einem Päckchen versiegelt innerhalb des Chipspaketes verkauft und konnte bei Bedarf hinzugefügt werden.
Seine Erfindung wurde zu einer Sensation in der Nahrungsmittelindustrie. Die Leiter einiger führender Kartoffelchipsunternehmen der USA kamen nach Dublin, um bei Tayto das neue Produkt zu begutachten und die Rechte zur Nutzung der neuen Technik auszuhandeln. Durch den Verkauf von Tayto wurde dessen Besitzer zu einem der reichsten Männer Irlands.
In Deutschland wurden die ersten Kartoffelchips für amerikanische Soldaten hergestellt. 1951 erhielt der Maschinenbauingenieur Heinz Flessner aus Neu-Isenburg eine Lizenz für die Produktion. Zunächst stellte er die Chips zusammen mit seiner Frau Ella zuhause her.
Anschließend versuchte man, die Chips u. a. an Kiosken zu vermarkten. Die industrielle Produktion wurde dann unter der Firmierung IBU gestartet und später von der Firma Bahlsen und Lorenz Bahlsen Snack-World weitergeführt. Heute konkurrieren zahlreiche Hersteller auf dem Markt; in Deutschland zählen funny-frisch und Chio zu den bekanntesten.

## Variationen

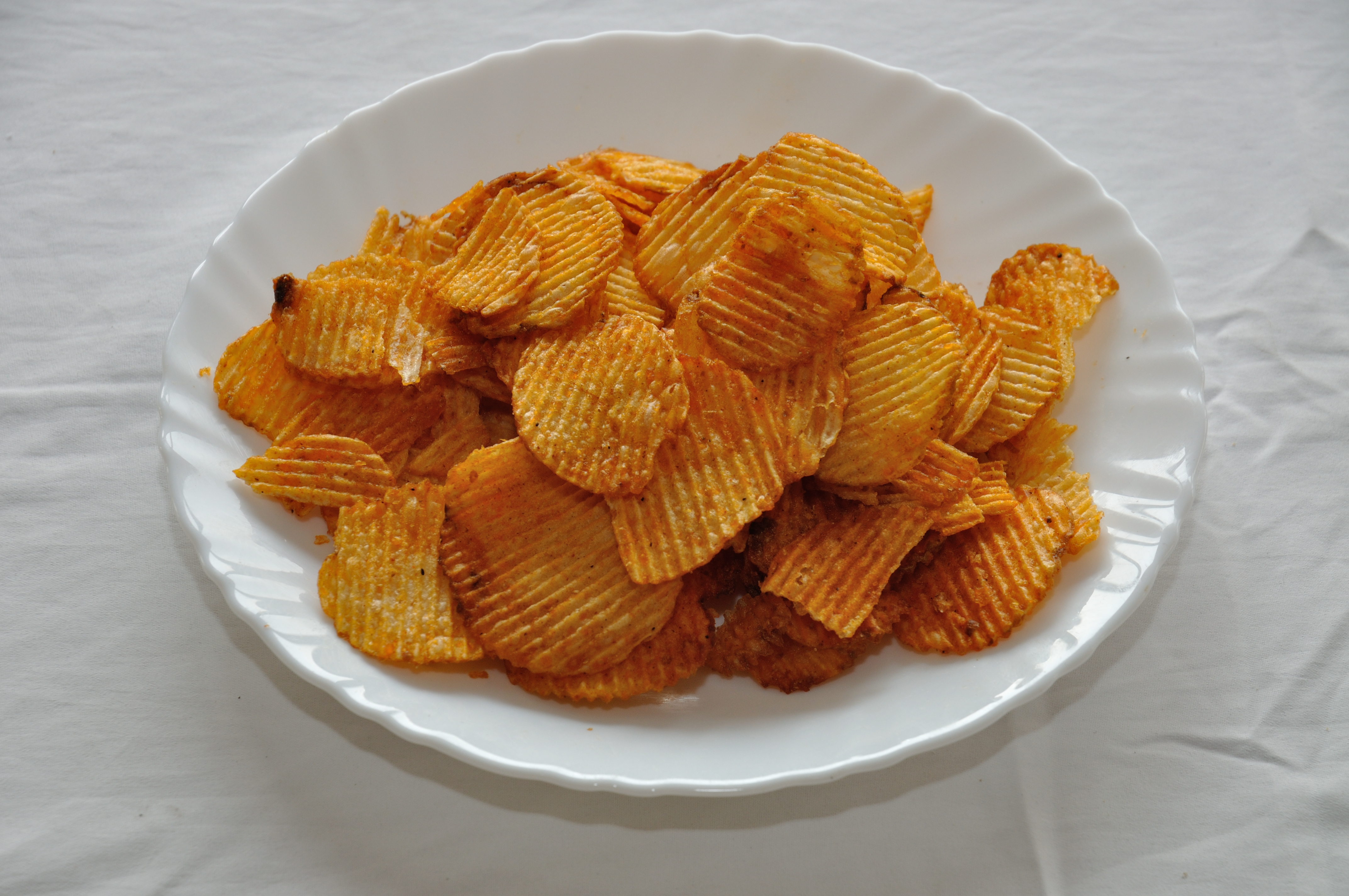
Geriffelte Kartoffelchips

Geriffelte Kartoffelchips werden mit einem gewellten Messer geschnitten. Die Scheiben sind etwas dicker als bei glatten Chips. Durch die Struktur erhöht sich die Oberfläche und sie sind im Mundgefühl etwas krosser.
In den 2010er Jahren wurden Kesselchips zunehmend populär. Diese werden nicht wie übliche Kartoffelchips im Durchlaufverfahren, sondern in separaten Behältern frittiert. Die Kartoffeln werden in der Regel in Scheiben geschnitten, die etwa dreimal dicker sind als bei herkömmlichen Kartoffelchips, und mit Schale verarbeitet. Kesselchips werden von einigen Unternehmen als natürliche und rustikale Variante der Kartoffelchips vermarktet.

## Erzeugung der Rohware
Die Rohstoffbeschaffung der Chipswerke erfolgt in der Regel bei Erzeugergemeinschaften von Vertragsanbauern. Die Preisfindung erfolgt in jährlichen Verhandlungen. Der Vertragsanbau bietet den Landwirten Absatzsicherheit und dem Vereinbarungsbetrieb die Versorgung mit großen, einheitlichen Rohstoffpartien hoher Qualität. Hohe Qualität bedeutet bei Chipskartoffeln neben Sortenreinheit möglichst geringe Knollenbeschädigung, hohe Stärkegehalte und geringer Gehalt an reduzierenden Zuckern. Während anfänglich die Ausbeute an verarbeitbaren Chipskartoffeln (ohne Absortierung bzw. beschädigte, missgestaltete und ergrünte Knollen) bei 60 bis 65 % der Rohware lag, wurden Anfang der neunziger Jahre konstant Werte um 85 bis 90 % erzielt. Der Gehalt an reduzierenden Zuckern (niedrige Werte sind wichtig für eine helle Chipsfarbe) wird durch geeignete Lagerbedingungen (nicht zu kühle Lagerung) in den Griff bekommen.

## Zusammensetzung und Nährwert

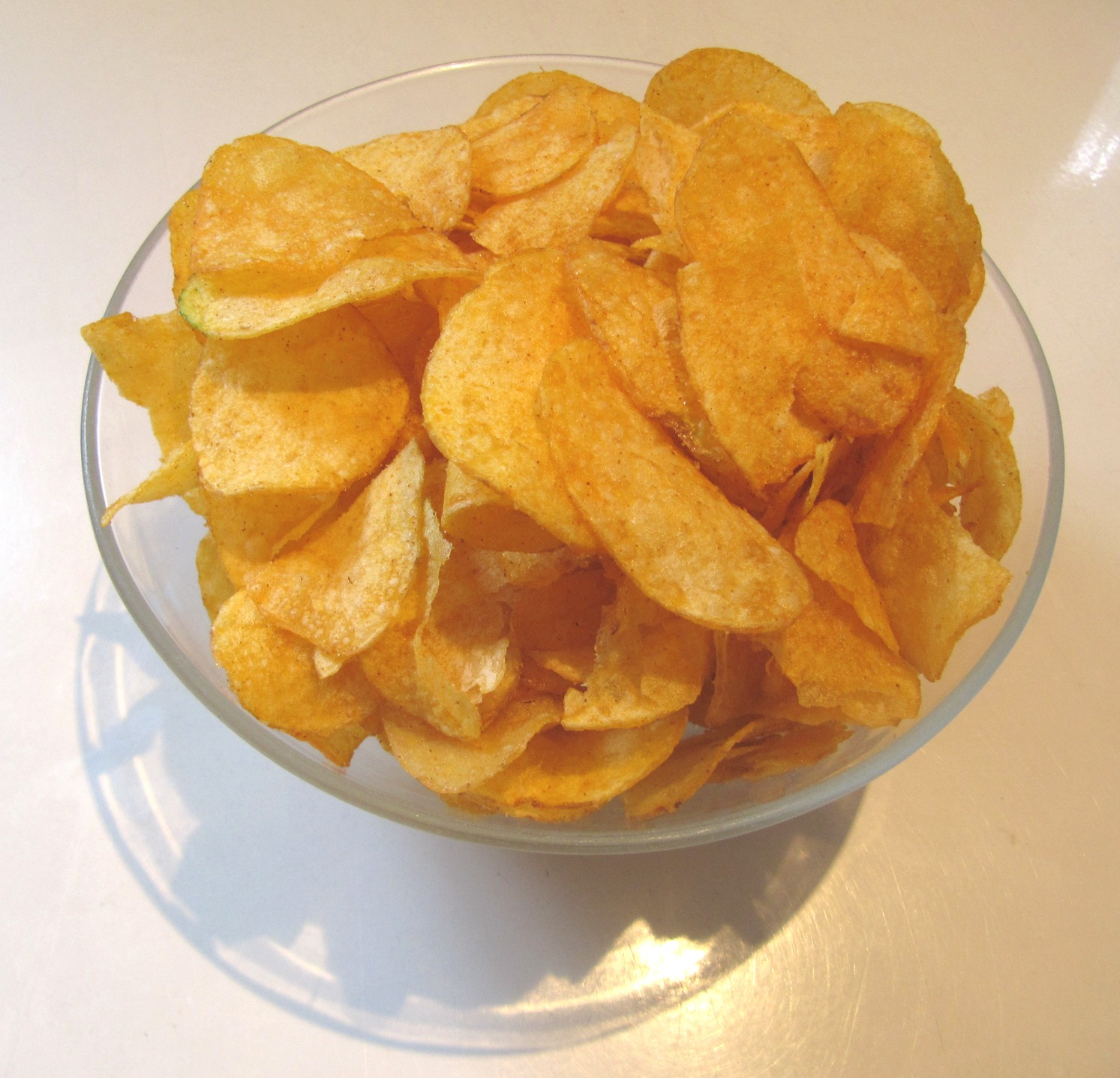
Kartoffelchips aus ungeschälten Kartoffeln mit ergrünten Stellen

Abgesehen von der nur gesalzenen ursprünglichen Variante, die auch bei industrieller Produktion nur aus Kartoffeln, Pflanzenöl (Sonnenblumenöl, Rapsöl, Palmöl) und Salz besteht, enthalten Kartoffelchips in der Regel neben Gewürzen wie Paprika auch Aromastoffe und Geschmacksverstärker (bis Anfang der 2010er Jahre meist Mononatriumglutamat, seither überwiegend Hefeextrakt).
100 Gramm Kartoffelchips haben einen Energiewert von etwa 2200 Kilojoule (530 Kilokalorien). Sie enthalten rund 50 Gramm Kohlenhydrate, 35 Gramm Fett und sechs Gramm Protein. Bei der Herstellung entstehen in der Maillard-Reaktion relativ hohe Mengen Acrylamid, das im Verdacht steht, krebserregend zu sein. Seit 2002 wurde der Acrylamidgehalt von Kartoffelchips in Deutschland um ca. 50 Prozent gesenkt. In der Schale und vor allem in ergrünten Stellen der Kartoffel ist das natürliche Gift Solanin enthalten, das hitzebeständig und fettunlöslich ist und deshalb beim Frittieren nicht zerstört wird. Da Chips eine große Menge an Salz enthalten, ist die empfohlene Tagesmenge von sechs Gramm meist schon nach dem Verzehr einer 250-Gramm-Packung Chips erreicht.
Kartoffelchips müssen nach dem deutschen Lebensmittelrecht direkt aus Kartoffelscheiben hergestellt worden sein. Es gibt einige chipsähnliche Produkte, die aus Kartoffelpulver und weiteren Zutaten bestehen und in eine kartoffelchipähnliche Form gepresst werden. Sie dürfen jedoch nicht als „Kartoffelchips“ bezeichnet werden. Für diese Produkte ist der Name Stapelchips geläufig. Der Grund, warum die Kartoffelchips häufig einer Sattelfläche ähnlich sehen, ist, dass ihre Randbereiche wegen eines höheren Feststoffgehaltes etwas weniger durch den Wasserverlust schrumpfen als ihre mittleren Bereiche.
Es gibt inzwischen verschiedene Sorten fettreduzierter Chips. Unter Verwendung eines neuen Herstellungsverfahrens mit Vakuumfritteusen werden die Chips bei niedrigeren Temperaturen frittiert und anschließend nicht wie bisher üblich abgetropft, sondern durch Zentrifugalkraft vom überflüssigen Öl befreit. Hierdurch reduziert sich der Fettgehalt auf 17 Prozent. In Europa sind diese Chips bisher nur in der Schweiz erhältlich. Andere fettreduzierte Chips enthalten ca. 22 Prozent Fett. Diese Chips sind auch in Deutschland erhältlich. Bei diesen erfolgt die Kalorienreduktion durch Frittieren in modifiziertem Fett, das vom Darm nicht aufgeschlossen werden kann. Diese Chips können bei übermäßigem Verzehr abführend wirken.
Auch Kartoffelchips, bei denen der Anteil an gesättigten Fettsäuren gesenkt wurde, sind inzwischen auf den Markt gebracht worden. Bei der Herstellung wird Sonnenblumenöl genutzt.

## Handwerkliche Herstellung

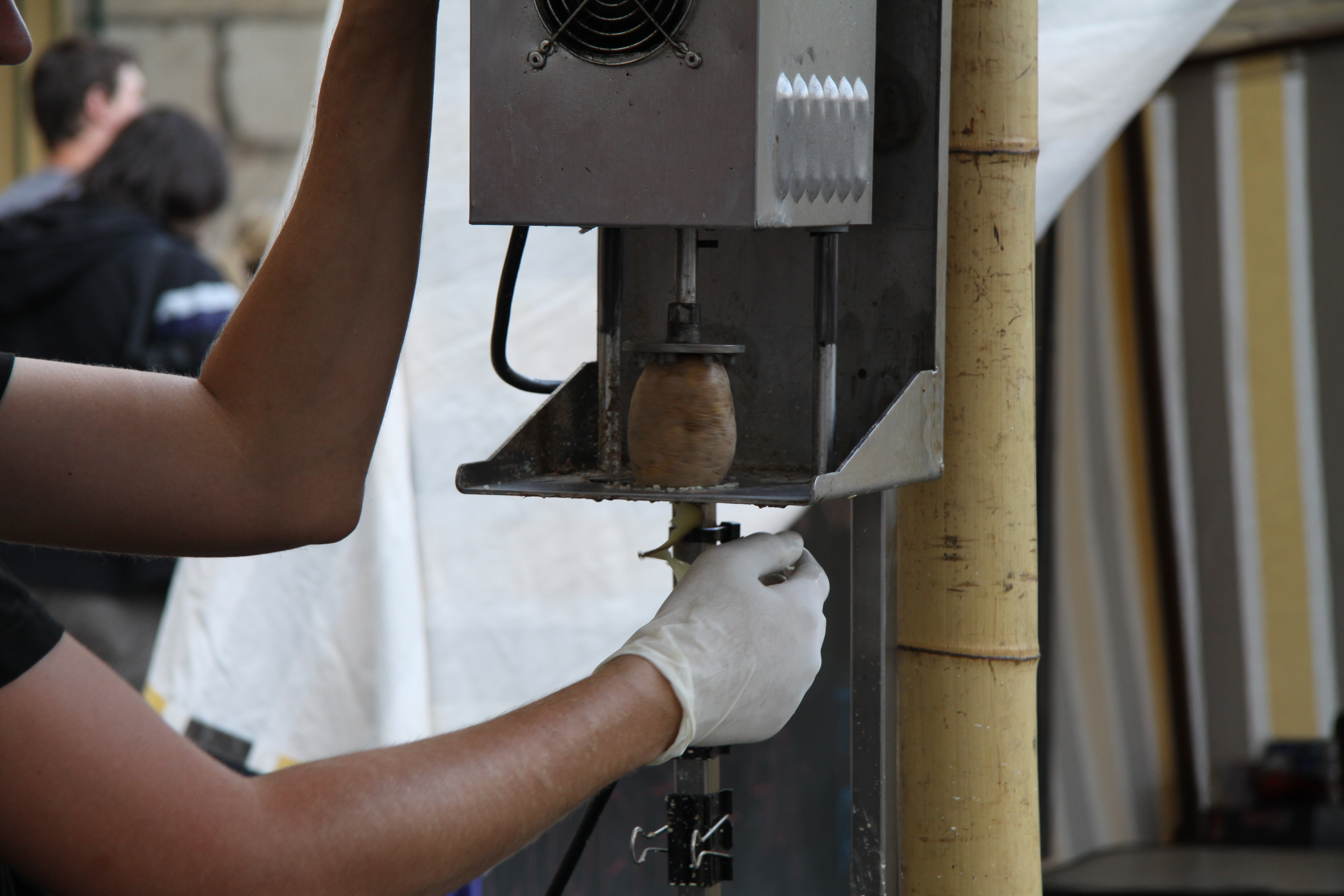
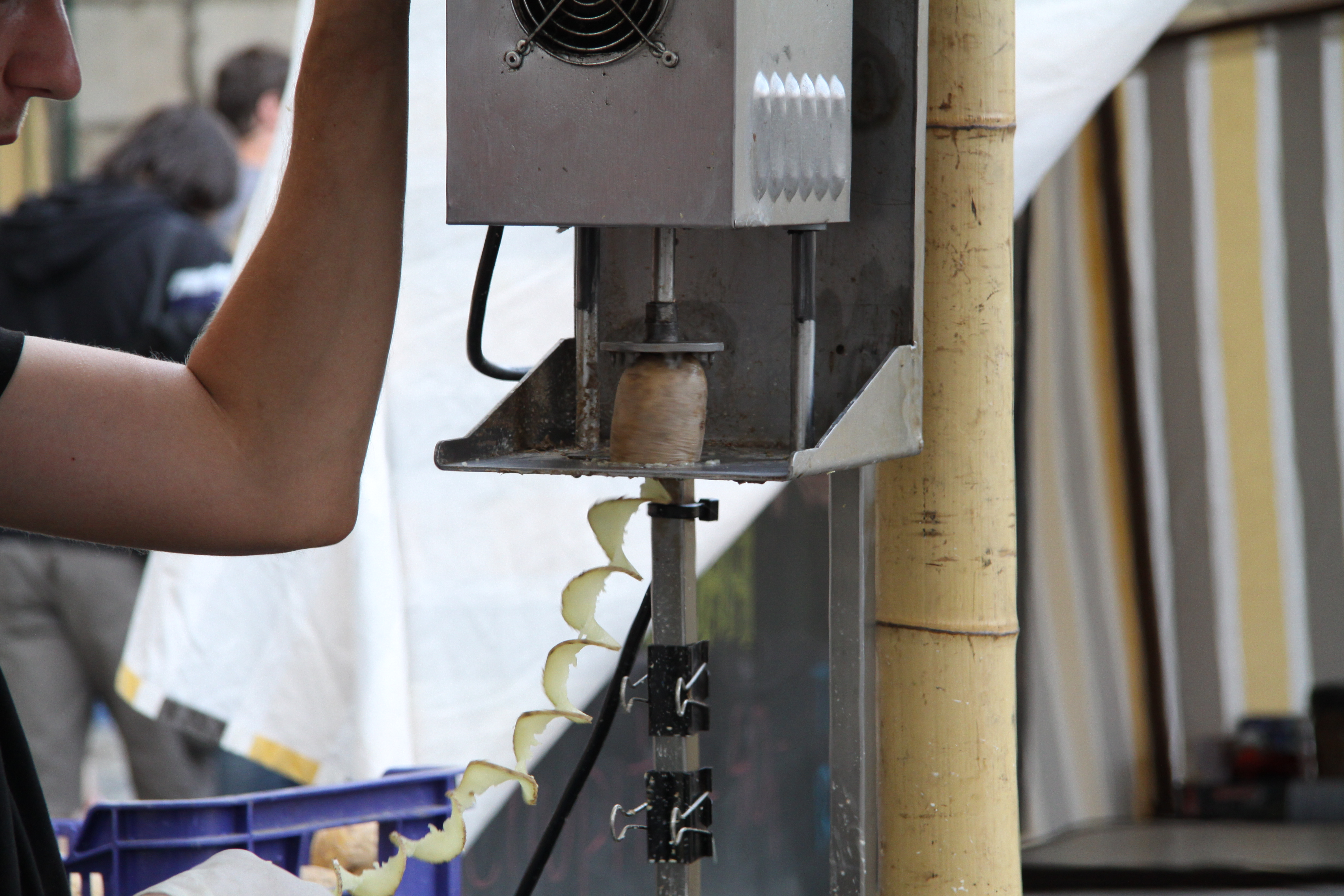
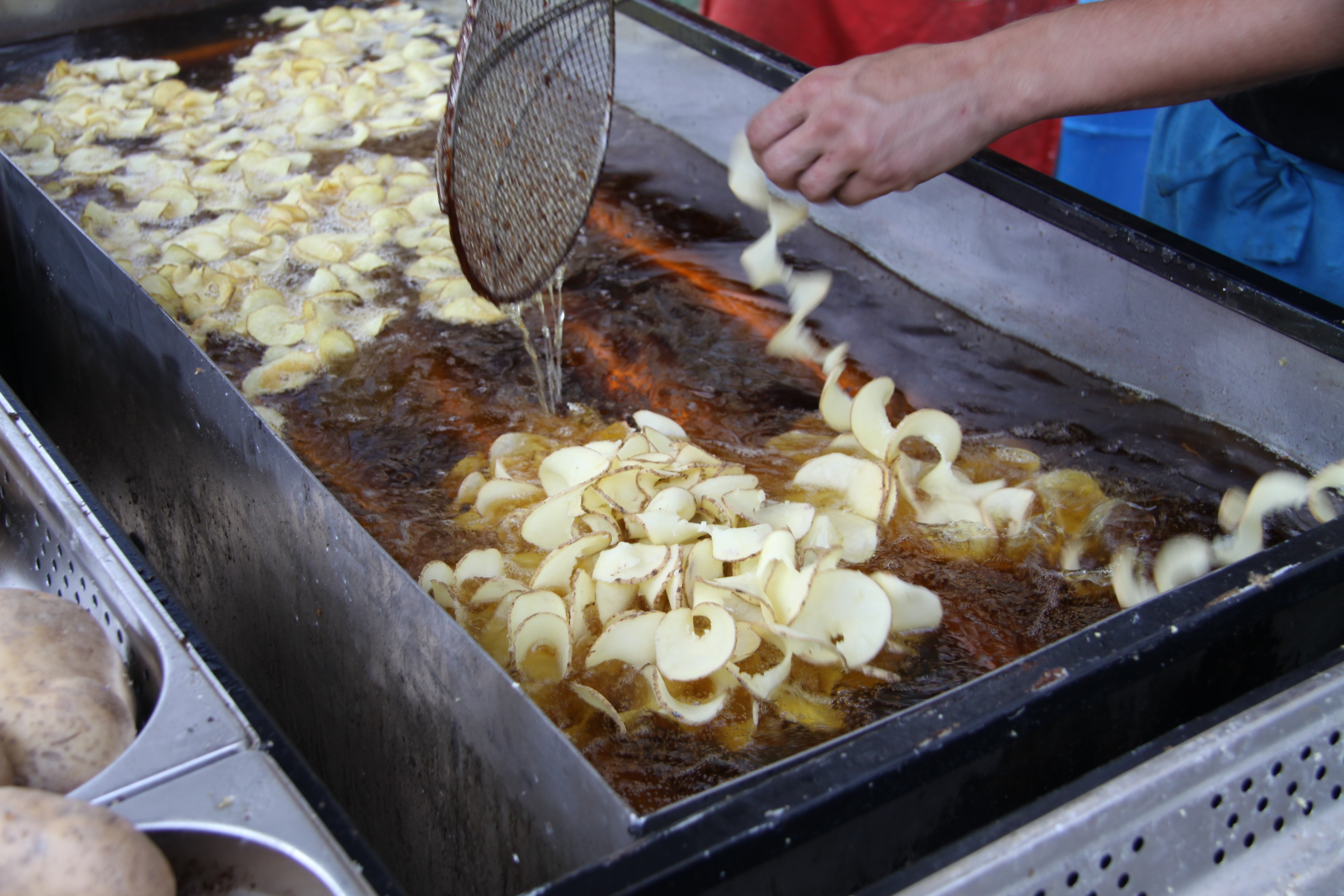
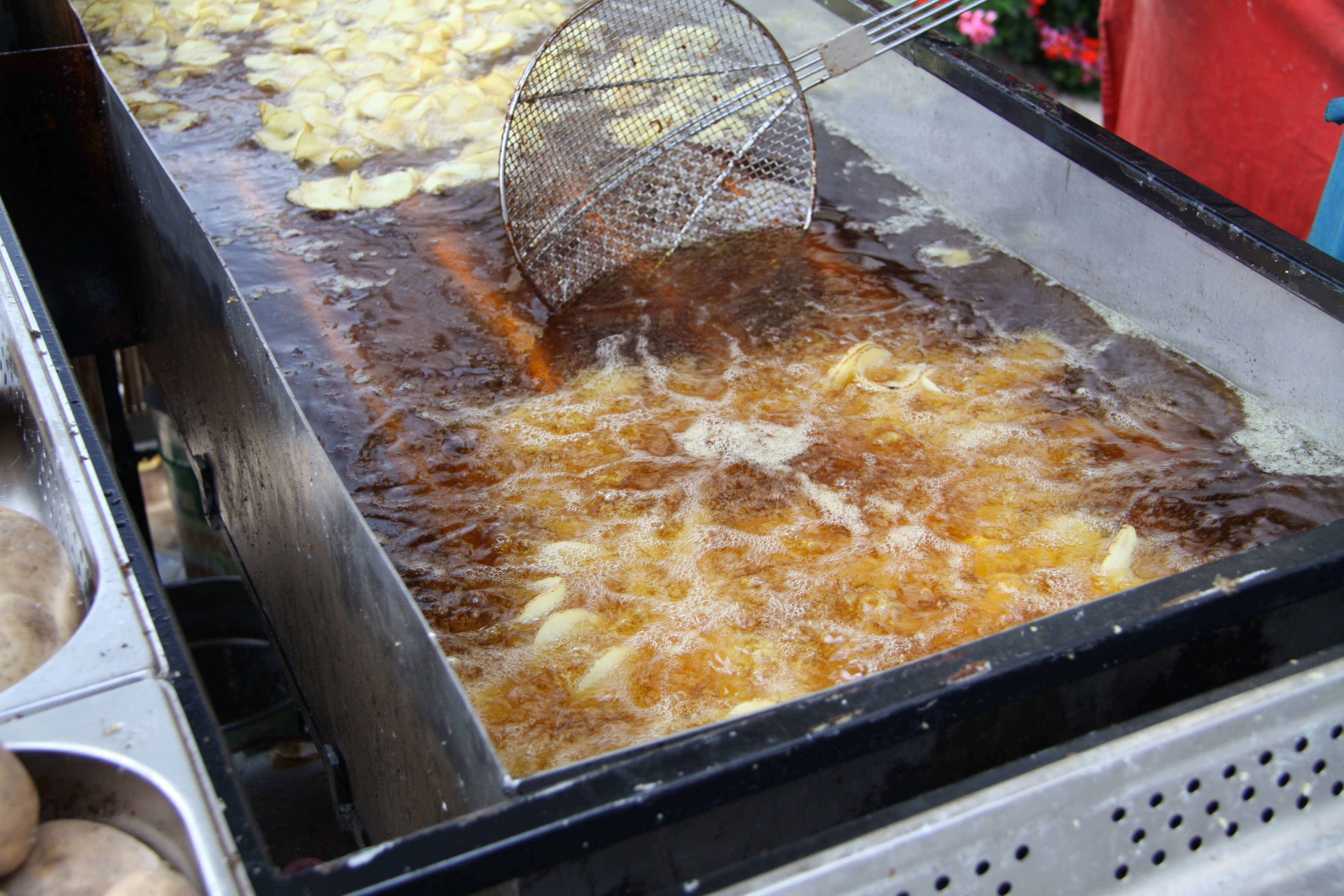
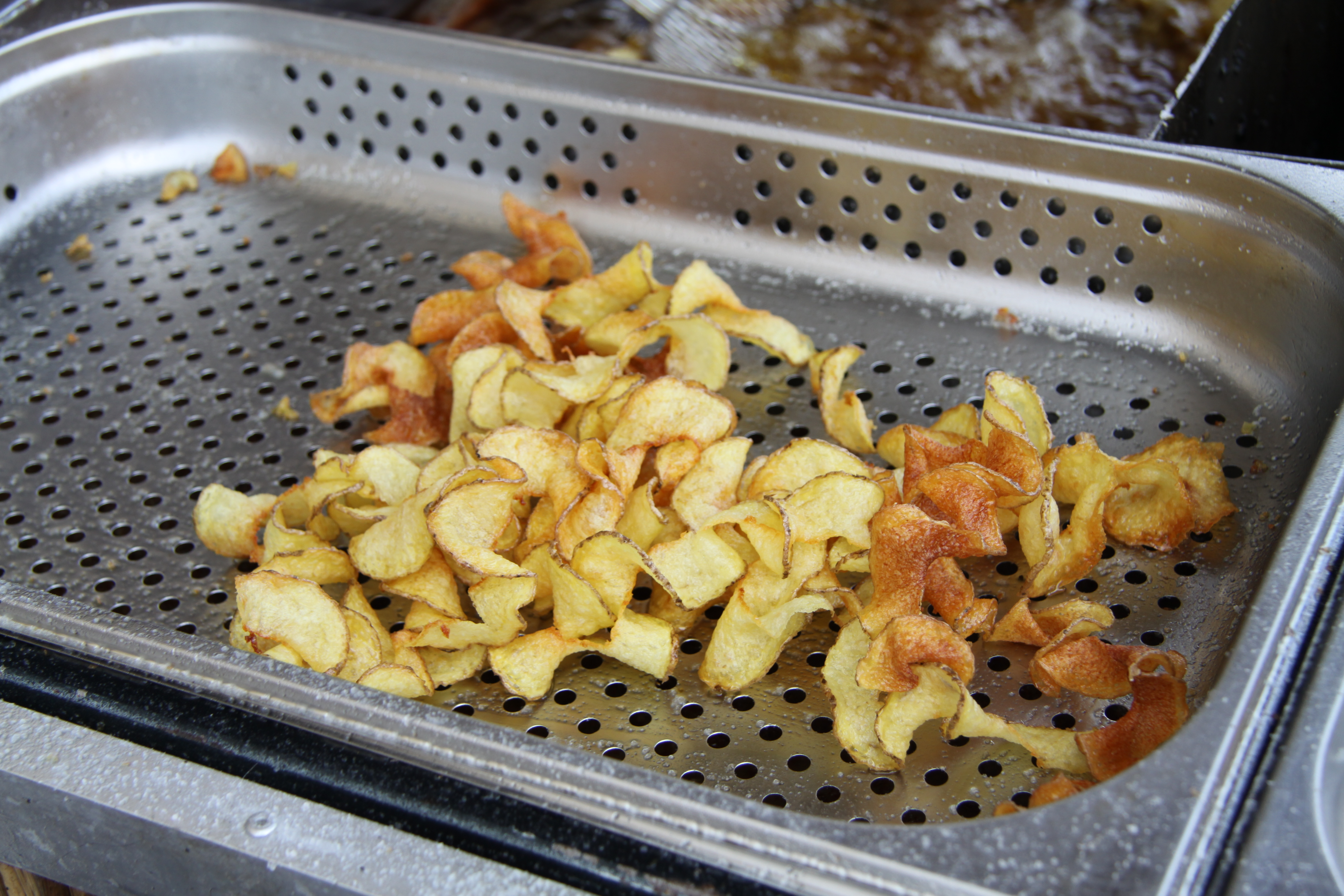

## Wirtschaft
2002 wurden weltweit über 30 Milliarden US-Dollar mit Kartoffelchips umgesetzt, in Deutschland knapp 400 Millionen Euro. 2004 wurden in Europa 550.000 Tonnen Kartoffelchips mit einem Umsatz von vier Milliarden Euro verkauft. Mit Kartoffelchips wurden 2018 in Deutschland 790 Millionen Euro Umsatz erwirtschaftet, pro Kopf lag der Verbrauch bei 1,5 Kilogramm.

## Ähnliche Produkte
- Krabbenchips (auch Krupuk oder Kroepoek) werden aus Tapiokamehl und gemahlenen Garnelen hergestellt.
- Tortilla-Chips werden aus Maismehl hergestellt.
- Gemüsechips werden aus verschiedenen Gemüsesorten hergestellt.